# Croton vermoesenii
Espèce
Croton vermoesenii est une espèce de plantes à fleurs du genre Croton et de la famille des Euphorbiaceae, présente en République démocratique du Congo.